# Trichogramma alloeovirilia
Trichogramma alloeovirilia is een vliesvleugelig insect uit de familie Trichogrammatidae. De wetenschappelijke naam is voor het eerst geldig gepubliceerd in 2003 door Querino & Zucchi.